# Begonia admirabilis
Espèce
Begonia admirabilis est une espèce de plantes de la famille des Begoniaceae.
Ce bégonia est originaire du Brésil. L'espèce fait partie de la section Begonia ; elle a été décrite en 1950 par le botaniste allemand Alexander Curt Brade (1881-1971) et l'épithète spécifique, admirabilis, signifie « admirable ».